# João Moutinho
João Filipe Iria Santos Moutinho (Portimão, 8. rujna 1986.) je portugalski nogometaš koji igra na poziciji veznog. Trenutačno igra za Bragu.

## Vanjske poveznice
- Profil na Transfermarktu
- Profil na Soccerwayu  Arhivirana inačica izvorne stranice od 25. travnja 2017. (Wayback Machine)